# François Mitterrand, portrait d'un artiste
François Mitterrand, portrait d'un artiste est un essai biographique et un livre de réflexions sur la vie de François Mitterrand écrit par Alain Duhamel, éditorialiste à Europe 1, chroniqueur à l'hebdomadaire Le Point et à Libération. 

## Présentation
Nombreux sont ceux qui ont voulu cerner l'homme François Mitterrand qui ne laissait guère indifférent et a suscité autant de mépris que d'admiration : « Chez lui, l'homme privé nuançait l'homme public, lui ajoutant une dimension subtile et mystérieuse » C'est ce que Alain Duhamel en bon connaisseur exprime par son titre quand il parle de brosse « le portrait d'un artiste. »  
Alain Duhamel l'a souvent interviewé – une soixantaine de fois – depuis les années 1970. Il tente ici d'en dresser un portrait objectif pour en évaluer la place dans l'Histoire de son pays.